# Seznam státních znaků amerických zemí

Státy Ameriky

Přehled státních znaků nezávislých států a závislých území na americkém kontinentu.

## Státní znaky nezávislých států
| Stát                      | Znak | Typ        | Článek o znaku                          | Motto nebo text na znaku |
| ------------------------- | ---- | ---------- | --------------------------------------- | --- |
| Antigua a Barbuda         |      | heraldický | Státní znak Antiguy a Barbudy           | EACH ENDEAVOURING, ALL ACHIEVING |
| Argentina                 |      | heraldický | Státní znak Argentiny                   | – |
| Bahamy                    |      | heraldický | Státní znak Baham                       | FORWARD, UPWARD, ONWARD TOGETHER |
| Barbados                  |      | heraldický | Státní znak Barbadosu                   | PRIDE AND INDUSTRY |
| Belize                    |      | heraldický | Státní znak Belize                      | SUB UMBRA FLOREO (latinsky) (česky Ve stínu rozkvétám) |
| Bolívie                   |      | heraldický | Státní znak Bolívie                     | BOLIVIA (španělsky) (česky Bolívie) |
| Brazílie                  |      | emblém     | Státní znak Brazílie                    | REPÚBLICA FEDERATIVA DO BRAZIL, 15 de Novembro de 1889 |
| Dominika                  |      | heraldický | Státní znak Dominiky                    | APRES BONDIE C´EST LA TER |
| Dominikánská republika    |      | heraldický | Státní znak Dominikánské republiky      | DIOS PATRIA LIBERTAD, REPUBLICA DOMINICANA |
| Ekvádor                   |      | heraldický | Státní znak Ekvádoru                    | – |
| Grenada                   |      | heraldický | Státní znak Grenady                     | EVER CONSCIOUS OF GOD, WE ASPIRE, BUILD AND ADVANCE AS ONE PEOPLE (anglicky) (česky Stále si uvědomujeme Boha, snažíme se, budujeme a kráčíme vpřed jako jeden národ)                                                               |
| Guatemala                 |      | emblém     | Státní znak Guatemaly                   | LIBERTAD 15 DE SEPTIEMBRE DE 1821 (španělsky) (česky Svoboda 15. září 1821) |
| Guyana                    |      | heraldický | Státní znak Guyany                      | ONE PEOPLE ONE NATIION ONE DESTINY |
| Haiti                     |      | emblém     | Státní znak Haiti                       | L'UNION FAIT LA FORCE (francouzsky) (česky V jednotě je síla) |
| Honduras                  |      | heraldický | Státní znak Hondurasu                   | REPUBLICA DE HONDURAS, LIBRE, SOBERANA E INDEPENDIENTE (španělsky) (česky Republika Honduras, svobodná, suverénní a nezávislá) a 15 DE SEPTIEMBRE 1821 (česky 15. září 1821)                                                        |
| Chile                     |      | heraldický | Státní znak Chile                       | POR LA RAZŌN O LA FUERZA (španělsky) (česky Rozumem nebo silou) |
| Jamajka                   |      | heraldický | Státní znak Jamajky                     | OUT OF MANY, ONE PEOPLE |
| Kanada                    |      | heraldický | Státní znak Kanady                      | DESIDERANTES MELIOREM PATRIAM (latinsky) (česky Ti, co se zasloužili o lepší zemi), A MARI USQUE AD MARE (latinsky) (česky Od moře k moři)                                                                                          |
| Kolumbie                  |      | heraldický | Státní znak Kolumbie                    | LIBERTAD Y ORDEN |
| Kostarika                 |      | heraldický | Státní znak Kostariky                   | AMERICA CENTRAL (španělsky) (česky Střední Amerika), REPUBLICA DE COSTA RICA (španělsky) (česky Kostarická republika) |
| Kuba                      |      | heraldický | Státní znak Kuby                        | – |
| Mexiko                    |      | emblém     | Státní znak Mexika                      | – |
| Nikaragua                 |      | heraldický | Státní znak Nikaraguy                   | REPÚBLICA DE NICARAGUA (španělsky) (česky Nikaragujská republika), AMERICA CENTRAL (španělsky) (česky Střední Amerika) |
| Panama                    |      | heraldický | Státní znak Panamy                      | PRO MUNDI BENEFICIO (latinsky) (česky Pro blaho světa) |
| Paraguay                  |      | heraldický | Státní znak Paraguaye                   | REPUBLICA DEL PARAGUAY (španělsky) (česky Paraguayská republika) |
| Peru                      |      | heraldický | Státní znak Peru                        | – |
| Salvador                  |      | heraldický | Státní znak Salvadoru                   | 15 SEPTIEMBRE DE 1821 (španělsky) (česky 15. září 1821), REPÚBLICA DE EL SALVADOR EN LA AMÉRICA CENTRAL (španělsky) (česky Salvadorská republika ve Střední Americe), DIOS UNION LIBERTAD (španělsky) (česky Bůh, jednota, svoboda) |
| Spojené státy americké    |      | heraldický | Státní znak Spojených států amerických  | E PLURIBUS UNUM (latinsky) (česky Z mnohých jeden) |
| Surinam                   |      | heraldický | Státní znak Surinamu                    | JUSTITIA • PIETAS • FIDES (latinsky) (česky Spravedlnost, zbožnost, víra) |
| Svatý Kryštof a Nevis     |      | heraldický | Státní znak Svatého Kryštofa a Nevisu   | COUNTRY ABOVE SELF (anglicky) (česky Země nad námi) |
| Svatý Vincenc a Grenadiny |      | heraldický | Státní znak Svatého Vincence a Grenadin | PAX • ET • JUSTITIA (česky Mír a spravedlnost) |
| Svatá Lucie               |      | heraldický | Státní znak Svaté Lucie                 | THE • LAND, THE • PEOPLE, THE • LIGHT (anglicky) (česky Země, lid, světlo) |
| Trinidad a Tobago         |      | heraldický | Státní znak Trinidadu a Tobaga          | TOGETHER WE ASPIRE, TOGETHER WE ARCHIEVE |
| Uruguay                   |      | heraldický | Státní znak Uruguaye                    | – |
| Venezuela                 |      | heraldický | Státní znak Venezuely                   | 19 DE ABRIL DE 1810 – INDEPENDENCIA – 20 DE FEBRERO DE 1859 – FEDERACIÓN – REPÚBLICA BOLIVARIANA DE VENEZUELA (česky 19. dubna 1810 – Nezávislost – 20. února 1859 – Federace – Venezuelská bolívarovská republika)                 |

## Znaky závislých území
Některá, zde neuvedená, území buď nemají svůj znak, nebo užívají znak mateřského státu.
| Území / Mateřský stát                                        | Znak | Typ        | Článek o znaku                                     | Motto nebo text na znaku                                                 |
| ------------------------------------------------------------ | ---- | ---------- | -------------------------------------------------- | ------------------------------------------------------------------------ |
| Anguilla Spojené království                                  |      | heraldický | Znak Anguilly                                      | –                                                                        |
| Americké Panenské ostrovy Spojené státy americké             |      | pečeť      | Znak Amerických Panenských ostrovů                 | UNITED IN PRIDE AND HOPE, GOVERNMENT OF THE UNITED STATES VIRGIN ISLANDS |
| Aruba Nizozemsko                                             |      | heraldický | Znak Aruby                                         | –                                                                        |
| Bermudy Spojené království                                   |      | heraldický | Znak Bermud                                        | QUO FATA FERUNT                                                          |
| Britské Panenské ostrovy Spojené království                  |      | heraldický | Znak Britských Panenských ostrovů                  | VIGILATE                                                                 |
| Curaçao Nizozemsko                                           |      | heraldický | Znak Curaçaa                                       | –                                                                        |
| Falklandy Spojené království                                 |      | heraldický | Znak Falkland                                      | DESIRE THE RIGHT                                                         |
| Francouzská Guyana Francie                                   |      | heraldický | Znak Francouzské Guyany                            | FERT AURUM INDUSTRIA, 1643                                               |
| Grónsko Dánsko                                               |      | heraldický | Znak Grónska                                       | –                                                                        |
| Guadeloupe Francie                                           |      | heraldický | Znak Guadeloupe                                    | –                                                                        |
| Jižní Georgie a Jižní Sandwichovy ostrovy Spojené království |      | heraldický | Znak Jižní Georgie a Jižních Sandwichových ostrovů | LEO TERRAM PROPRIAM PROTEGAT                                             |
| Kajmanské ostrovy Spojené království                         |      | heraldický | Znak Kajmanských ostrovů                           | HE HATH FOUNDET IT UPON THE SEAS                                         |
| Martinik Francie                                             |      | heraldický | Znak Martiniku                                     | –                                                                        |
| Montserrat Spojené království                                |      | heraldický | Znak Montserratu                                   | –                                                                        |
| Portoriko Spojené státy americké                             |      | heraldický | Znak Portorika                                     | Joannes Est Nomen Ejus (latinsky) (česky Jeho jméno je Jan)              |
| Saint Pierre a Miquelon Francie                              |      | heraldický | Znak Saint Pierru a Miquelonu                      | A MARE LABOR                                                             |
| Svatý Bartoloměj Francie                                     |      | heraldický | Znak Svatého Bartoloměje                           | OUANALAO (původní název ostrova ve francouzské transkripci)              |
| Svatý Martin (francouzská část) Francie                      |      | heraldický | Znak Svatého Martina (Francie)                     | Collectivité de St Martin (francouzsky)                                  |
| Svatý Martin (nizozemská část) Nizozemsko                    |      | heraldický | Znak Svatého Martina (Nizozemské království)       | SEMPER PRO GREDIENS                                                      |
| Turks a Caicos Spojené království                            |      | heraldický | Znak Turks a Caicos                                | –                                                                        |